# 대한민국의 리 목록 (라)
다음은 대한민국의 리 목록이다. 이 목록은 법정리 기준으로만 작성되었다.

## 라
| 리명   | 소재지                       |
| ------ | ---------------------------- |
| 라리   | 경상북도 청송군 주왕산면     |
| 라성리 | 전북특별자치도 고창군 해리면 |
| 라소리 | 경상북도 안동시 와룡면       |
| 라원리 | 경상북도 경주시 현곡면       |
| 라천리 | 전라남도 강진군 군동면       |
| 락지리 | 충청남도 청양군 장평면       |
| 랑평리 | 충청남도 서천군 종천면       |
| 래태리 | 경상북도 경주시 현곡면       |
| 록평리 | 충청남도 청양군 비봉면       |
| 루암리 | 충청북도 충주시 중앙탑면     |
| 리문리 | 전라남도 곡성군 옥과면       |

## 같이 보기
- 대한민국의 행정 구역 목록